# 马拉松 (希腊)
马拉松（希臘語：Μαραθώνας）是希腊阿提卡大區东阿提卡专区的一个市镇，及该市镇内的同名市区。市区的人口数量约9000人（2001年）。
公元前波斯與雅典展開的馬拉松戰役在此进行，体育长跑项目马拉松也是因為雅典士兵菲迪皮德斯奔跑報捷由此而得名。

## 市镇
马拉松市镇成立于2011年的地方政府改革中，由原4个市镇合并而成，原市镇则成为新市镇的市区。市镇面积为222.75平方公里，人口数量为33,423人（2011年）。而作为市区的马拉松的面积则为97.1平方公里，人口数量为12,849人（2011年）。

## 姐妹城市
- 霍普金顿（英语：Hopkinton, Massachusetts）
- 中國 厦门市